# Mamoplastia de reducción
La mamoplastia de reducción es una intervención quirúrgica-estética para reducir el tamaño del pecho de la paciente, el cual, en la mayoría de los casos, presenta un volumen excesivamente grande en relación con el resto cuerpo (gigantomastia). 
Aunque esta operación es solicitada principalmente por mujeres, también se realiza en hombres que sufren de ginecomastia (tejido mamario superdesarrollado) o asimetría mamaria.
Con esta técnica se elimina tejido graso, tejido mamario y piel, y se eleva la posición de las mamas. También se puede reducir el tamaño de la areola si este es excesivamente grande.

## Indicación
Los motivos que lleven a una persona a sufrir de enfermedad a realizarse una mamoplastia de reducción pueden ser tanto fisiológicos como psicológicos o emocionales o una suma de ambos.
Los motivos físicos más recurrentes por los que una mujer se somete a una plastia mamaría de reducción son: 
- Dolor en la parte superior de la espalda, el cuello o los hombros
- Erupciones recurrentes debajo de las mamas.
- Problemas nerviosos crónicos causados por la mala postura, que ocasionan entumecimiento u hormigueo en brazos o manos.
- Estrías en los senos.
- Problemas respiratorios.
- Infecciones recurrentes de quistes mamarios.

Las mamas no son solo fuente de alimento o un rasgo distintivo de la sexualidad humana, sino que en la actualidad se ha desarrollado toda una cultura en torno al erotismo y las connotaciones sexuales de los pechos femeninos, y esto puede suponer una gran carga emocional para aquellas mujeres de senos grandes, especialmente para las más jóvenes. Por ello existen una serie de motivaciones psicológicas que llevan a las mujeres a someterse a una mamoplastia de reducción, como: 
- Atención indeseada que la hace sentirse avergonzada.
- Limitaciones para realizar deportes al aire libre.
- Traumas derivados de su sexualidad.

Algunos hombres que sufren ginecomastia (aumento del tamaño de las mamas en hombres) también recurren a la técnica de la mamoplastia para solucionar este problema que pese a no presentar una barrera física, les causa malestar emocional y disconformidad con su cuerpo, pues las formas redondeadas de su pecho se asocian con las formas femeninas, no con el cuerpo masculino.
Perfil del paciente
Los mejores candidatos para una mamoplastia de reducción son mujeres de peso normal, en buen estado físico y mental y con expectativas realistas de los resultados.
Es recomendable esperar a que el pecho se haya desarrollado completamente antes de que la paciente se someta a una cirugía de reducción, si los problemas físicos vinculados al tamaño de las mamas son importantes puede operarse aunque no esté totalmente desarrollada. 
La plastia de reducción mamaria está desaconsejada en pacientes alcohólicos, fumadores o con adicción a sustancias estupefacientes; pues en estos casos existe un mayor riesgo de necrosis del tejido tras la intervención.
Tampoco está recomendada a mujeres que pretendan dar el pecho en el futuro o que estén o pudieran estar embarazadas en el momento de la intervención, pacientes con debilidad en el sistema inmune, con alteraciones en la coagulación de la sangre o la cicatrización. de los tejidos, o en pacientes con enfermedades mentales en tratamiento.
Nunca debe realizarse una reducción de mamas a pacientes que presenten alguna infección activa en su cuerpo.

## Tipos de procedimientos quirúrgicos
Hay distintos procedimientos quirúrgicos según las necesidades de la paciente, la forma y el volumen de las mamas:
- Método de pedículo: es el método más utilizado en este tipo de intervenciones. Reduce el tamaño de las mamas, mejora su forma y cuenta con la ventaja de preservar en todo caso la sensibilidad del pezón y la funcionalidad de este en cuanto a la lactancia materna.

Dentro del procedimiento de pedículo hay distintas técnicas que afectan a la posición de las cicatrices finales (pueden ser en forma de J, de T invertida, o de L). El cirujano retirará la piel y el tejido de alrededor del pezón, le dará a los pechos una nueva forma más firme y pequeña, elevará el pezón a su nueva posición y dará puntos de sutura; lo que hace posible conservar la sensibilidad y funcionalidad del pezón es que éste permanece en todo momento conectado al tejido mamario.
Variantes técnicas del método del pedículo:
- Técnica de pedículo inferior: mediante este procedimiento la sangre que alimenta a la areola llega de las partes inferiores de la mama. Es la técnica de elección cuando existen hipertrofias severas.
- Técnica de pedículo superior: mediante este procedimiento la sangre que alimenta a la areola llega de las partes superiores de la mama. Se usa en hipertrofias leves y moderadas.
- Técnica bipediculada: en esta técnica la sangre llega a la areola proveniente de ambos polos (superior e inferior) de la mama. Se usa en hipertrofias leves y moderadas.
- Injerto libre del pezón: se trata de un procedimiento más rápido y seguro que el método de pedículo. Está indicado para senos de talla superior a la copa E, personas mayores o pacientes con enfermedades de riesgo. Durante este procedimiento el pezón y la aureola son separados del pecho al inicio de la operación y son recolocados y unidos a los senos una vez ha sido extirpado el tejido mamario y la piel sobrante. La principal desventaja que presenta esta técnica es la pérdida de sensibilidad en los pezones y la posible imposibilidad de amamantar en el futuro, por lo que no es recomendada en pacientes que planeen alimentar a sus hijos mediante lactancia materna.

- Liposucción: alternativa menos invasiva pero también la menos efectiva. Las incisiones son mínimas, por lo que apenas quedan cicatrices tras la operación y éstas pueden ocultarse bajo la axila, la areola o el pliegue de la mama para hacerlas imperceptibles. La reducción mamaria vía liposucción es recomendada para aquellos pechos de tamaño pequeño o aquellos que no haya que realzar o en los que el pezón no esté caído. El pecho está compuesto por glándulas mamarias y tejido adiposo y mediante la técnica de liposucción solo se puede retirar en segundo, por lo que el tamaño de la mama no se verá drásticamente reducido y la forma del pecho no podrá ser modificada. La ventaja que presenta esta técnica es que el pezón permanece unido en todo momento al tejido mamario, lo que garantiza preservar su funcionalidad y sensibilidad; por otra parte, el tamaño de la areola y su posición no podrán modificados.

## Intervención quirúrgica
Primer paso

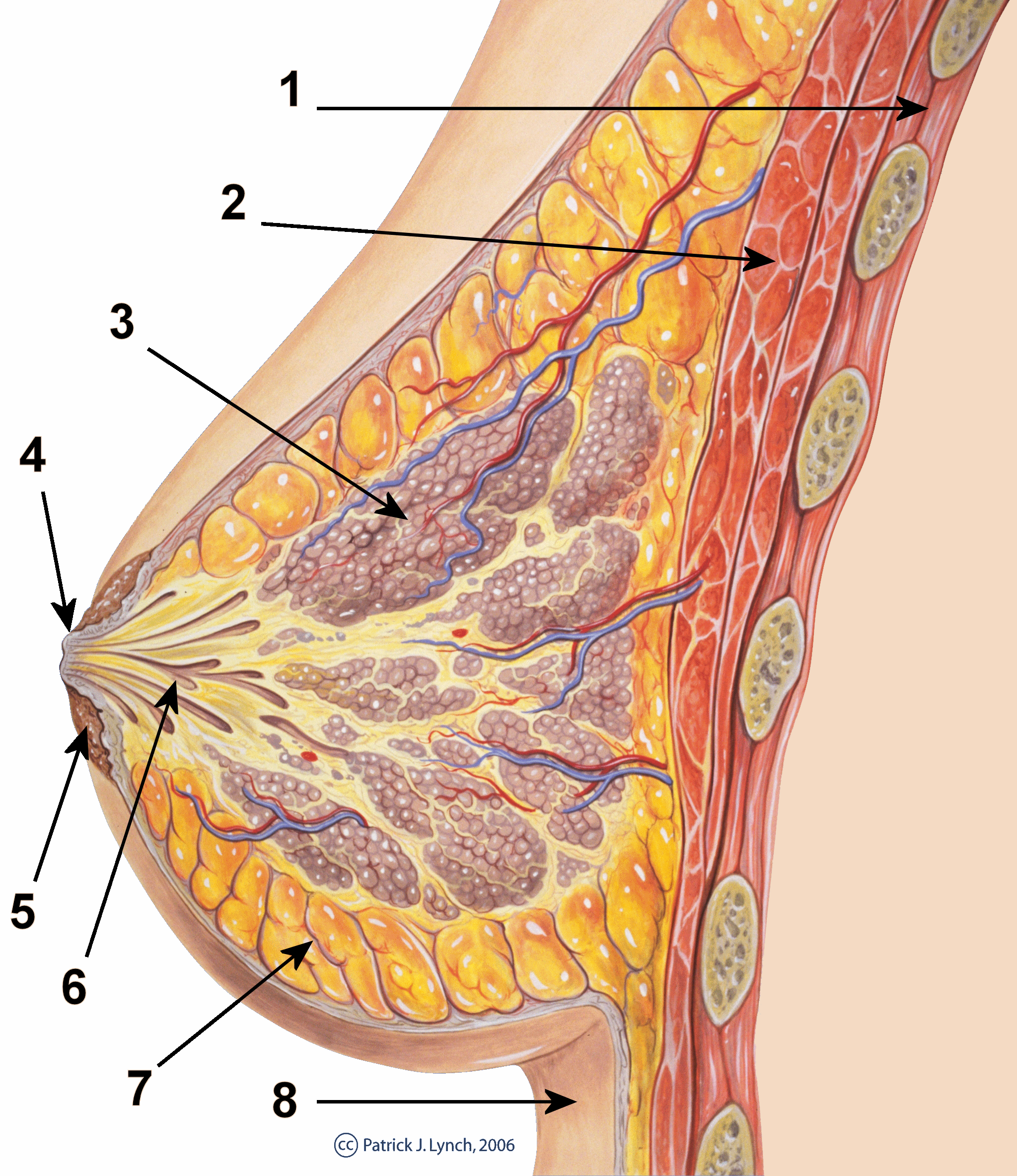
Estructura de la mama femenina

Se recomienda a la pacientes programar una visita con un cirujano estético cualificado antes de tomar una decisión con respecto a la cirugía de reducción de pecho. Las consecuencias médicas pueden ser expuestas en una primera visita, así como las expectativas en los resultados. El cirujano tomará fotos de los pechos antes de la operación para documentar la condición preexistente y poder compararlas con los resultados postquirúrgicos.
Se realizará una mamografía (radiografía del seno) para detectar anomalías o cáncer de mama, antes de la cirugía.
Preoperatorio
Antes de realizar la operación el cirujano analizará las variables que puedan afectar a la mamoplastia de reducción, como la edad, el tamaño y forma de las mamas, y las condiciones de la piel de la paciente. 
Se investigarán todos los datos relativos a la salud de la historia personal y familiar de la paciente, incluyendo enfermedades previas o en tratamiento, uso de medicamentos, tabaquismo, alergias a medicamentos, alimenticias o diversas, cirugías previas, historia familiar con cáncer de mama, condiciones de control de las mamas con el especialista, etc.
En determinados casos, el médico podrá solicitar una mamografía, ecografía, radiografía de la columna u otro examen específico que pueda ayudar al esclarecimiento del diagnóstico.
Las recomendaciones más habituales antes de la intervención son:	
- No tomar medicamentos anticoagulantes como las aspirinas, corticoides de uso prolongado o medicamentos para adelgazar, dos semanas antes de la mamoplastia de reducción.

- No fumar al menos desde un mes antes a la operación, pues el tabaco elimina el oxígeno de la sangre y esto perjudica la cicatrización de las heridas.

- No usar cremas o leches corporales.

- Ayunar diez horas antes de la cirugía.

- Comunicar al médico cualquier anormalidad, uso reciente de medicamentos, alergia a algún medicamento, alergia a algún alimento, etc.

- Llegar al hospital una hora antes de la cirugía con acompañante.

- Beber abundante agua en los días previos a la mamoplástia de reducción, lo cual ayuda a evitar náuseas posteriores debidas a la anestesia.

- Preparar prendas anchas y cómodas para después de la intervención.

Operación
La mamoplastia de reducción se realiza en quirófano bajo efectos de anestesia general controlada. Durante la operación la paciente estará en todo momento monitorizada, es decir, se llevará a cabo un seguimiento electrocardiográfico, de saturación de oxígeno en sangre, tensión arterial y respiratoria de la paciente anestesiada para asegurar su bienestar.
Si el volumen de la mama no es excesivo, la operación podría llevarse a cabo bajo anestesia local aplicada en el área en torno a las mamas, esto ha de determinarlo siempre el cirujano. En caso de realizar la operación con anestesia local, la paciente recibirá un medicamento relajante para calmar los nervios.
Durante la operación, el cirujano extirpa parte del tejido mamario y de la piel sobrante, reubica el complejo de areola y pezón a su nueva posición y readapta la piel de la mama a su nuevo contenido.
La intervención quirúrgica puede durar entre 2 y 4 horas dependiendo de la forma y el volumen de la mama, a mayor volumen del pecho mayor tiempo será requerido para realizar la operación, y la técnica empleada en la operación. Los puntos de sutura consumen gran parte del tiempo de la intervención. Antes de suturar las heridas, el cirujano debe asegurarse de que no hay sangrado activo.
No suele ser necesario realizar trasfusiones de sangre durante la operación, en caso de producirse un sangrado excesivo el cirujano puede considerar necesario realizar a la paciente una transfusión.
Postoperatorio
Tras la operación la paciente deberá permanecer ingresada en la clínica u hospital entre 24 y 48 horas para controlar su evolución.
Al final de la intervención, se dejan unos drenajes y se coloca un vendaje adhesivo en el tórax. Los drenajes evitan que se acumule sangre y líquido en el área operada, minimizando el riesgo de infección y reduciendo los cardenales en el postoperatorio. La paciente es dada de alta habitualmente al día siguiente o a los dos días de la intervención, después de retirar los drenajes. 
En intervenciones sobre mamas muy grandes o caídas, puede ser precisa una segunda noche de estancia hospitalaria. Entre el tercer y cuarto día se sustituye el vendaje elástico adhesivo por unas gasas a nivel del pezón y de las suturas y se le coloca un sujetador adecuado. Los puntos se retiran, dependiendo de los tipos de sutura que se haya utilizado, desde el 51 día del postoperatorio hasta la tercera semana. 
El postoperatorio es habitualmente indoloro. Algunas pacientes acusan alguna molestia hacia las zonas axilares, y las incomodidades causadas por el vendaje adhesivo.
- A los pocos días de la operación ya puede reanudar su vida normal, salvo ejercicios de elevación de los brazos. Hacia las seis semanas puede reanudar toda actividad de gimnasia y movimientos, incluyendo la actividad deportiva y sexual.
- Es normal que durante los primeros días o semanas haya una cierta hinchazón (edema), de modo que la mama disminuirá ligeramente de volumen y de situación hasta que haya asentado. Igualmente es normal que se produzcan algunos cardenales que irán desapareciendo en los próximos días paulatinamente. En cuanto a la sensibilidad de areola y pezón, se utiliza una técnica que consigue preservarla en la mayoría de los casos. Si al principio notara alguna alteración, suele recuperarse en los próximos meses en un alto porcentaje de las pacientes.

| Síntomas              | Estudios | Mujeres | Preoperatorio. (% de mujeres con el problema) | Postoperatorio. (% de mujeres con el problema) |
| --------------------- | -------- | ------- | --------------------------------------------- | ---------------------------------------------- |
| Dolor de hombro       | 7        | 1829    | 85%                                           | 6%                                             |
| Surcos en los hombros | 12       | 1838    | 84%                                           | 8%                                             |
| Dolor de espalda      | 11       | 1153    | 73%                                           | 13%                                            |
| Dolor de cuello       | 11       | 1582    | 65%                                           | 10%                                            |
| Dolor mamario         | 8        | 1364    | 50%                                           | 13%                                            |

## Complicaciones
- Infección de las heridas.

- Sangrado de las heridas por hemorragia postoperatoria. Una hemorragia puede requerir una intervención de urgencia para extraer la sangre acumulada. Se recomienda a la paciente no tomar anticoagulantes como aspirina antes y después de la operación de reducción de mamas por si se produjese un sangrado de las heridas.

- Mala cicatrización de las heridas. Las cicatrices quirúrgicas pueden tardar más de lo normal en cerrarse e incluso crear postilla. En el postoperatorio de la reducción de mamas las heridas pueden abrirse una vez retirados los puntos, siendo más frecuente en casos de pacientes fumadoras.

- En algunos casos podría darse la pérdida de sensibilidad de los pezones y de la piel de la mama.

- Rigidez excesiva de la mama por cicatrización interna de las heridas.

- En aquellas intervenciones en las que el pezón ha sido separado del tejido mamario puede darse la necrosis y pérdida de los pezones.

- Asimetrías en el tamaño y la forma de los pechos.

- Acumulación de grasa líquida, suero o líquido linfático bajo las heridas (Seroma).

- Linfocele axilar; dependiendo de su gravedad puede requerir intervención quirúrgica.

- Durante la operación puede darse un colapso pulmonar o neumotórax en el paciente.

- Hipotensión.

- Reacciones alérgicas locales al esparadrapo, al material de sutura o preparados tópicos, o reacciones alérgicas severas (shock anafiláctico) los medicamentos usados durante la cirugía o a los prescritos para el postoperatorio.

- Debido a la infinidad de variables que influyen en los resultados de la intervención, existe la posibilidad de necesitar una cirugía secundaria para realizar un tensado adicional o una reposición de las mamas.

- En casos más graves podrían producirse complicaciones con la anestesia, al tratarse de anestesia general, o reacciones adversas. En toda operación en la que se utilice cualquier tipo de anestesia o sedación quirúrgica existe el riesgo de complicaciones, lesiones e incluso la muerte.

Aparte de las complicaciones comunes a cualquier intervención, hay algunas propias de este tipo de cirugía. Aunque no son frecuentes, conviene que conozca cuales son las que tienen una mayor incidencia:
- El punto de confluencia de la cicatriz vertical con la horizontal ya que constituye una zona de tensión en la que se puede acumular más fácilmente un pequeño hematoma o licuarse algo del tejido graso alrededor de los puntos internos. Si esto ocurre, estos puntos se suelen tolerar mal, lo que puede dar lugar a que se abra una zona de la cicatriz a este nivel. Esta complicación ocurre en aproximadamente el 8% de las pacientes sometidas a reducción mamaria, requiriendo la eliminación de algunos puntos y curas locales. En general, esta zona se cierra espontáneamente con el tratamiento local adecuado al cabo de 3 a 6 semanas, sin que por ello la cicatriz remanente sea más visible a largo plazo. Sin embargo, no es excepcional que pueda requerir en alguna paciente un retoque postoperatorio después de 6 a 12 meses de la operación.

- Un problema que ocurre a veces en pacientes de piel poco elástica, es la elongación de la piel por debajo de la areola que cede ante la tensión producida por el peso de la glándula. Cuando eso ocurre, se prolonga la cicatriz vertical, produciendo la sensación de que las areolas están demasiado altas. Si sucediera, podría requerirse la resección de una parte de piel horizontal adicional -generalmente bajo anestesia local- una vez pasado un mínimo de seis meses de la intervención principal.

- En algunas pacientes, la cirugía puede ocasionar alteraciones en la pigmentación de las areolas, con cambios o pérdida de la pigmentación normal.

- Aunque se toman todas las medidas para intentar procurar el máximo de simetría, cierto grado de asimetría mamaria es normal en la mayoría de las mujeres y es imposible obtener una simetría absoluta. Las diferencias de curación, de tracción cicatricial, de elasticidad cutánea, de reabsorción parcial de tejidos, etc., pueden producir asimetrías postoperatorias.

- Una complicación más importante es la pérdida o necrosis de la areola y del pezón. Esto ocurre en aproximadamente un 2% de las pacientes. Es, por tanto, poco probable que suceda. En caso de ocurrir, podría requerir una reparación con injertos de piel, ya sea de la zona alta del muslo, de detrás de la oreja o de los labios menores de la vulva, para reconstruir la areola y pezón y producirá una pérdida estética de la mama. Este tipo de complicaciones es significativamente más alta en pacientes fumadoras. Los pezones muy grandes tienen un mayor consumo de oxígeno y por lo tanto, su riesgo de lesión es superior. Las cicatrices previas en la mama también pueden comprometer el riego y poner en riesgo la areola y el pezón.

- Son posibles las alteraciones o la pérdida de la sensibilidad en la zona intervenida. Aunque suelen mejorar con el transcurso del tiempo, en algunas ocasiones estas alteraciones pueden ser permanentes.

- Ya se ha mencionado anteriormente la posibilidad de cicatrices hipertróficas o queloideas que pudieran exigir la infiltración de corticoides en la cicatriz, o una corrección secundaria. Alguna irregularidad o defecto localizado del contorno inferior de la mama a nivel del surco submamario pudiera precisar una revisión de la cicatriz a partir de los 6 meses de la intervención.

- Dolor: La reducción mamaria puede no mejorar el dolor de espalda, cuello y hombros. Las cicatrices anormales, tanto en la piel como en los tejidos profundos, pueden ser causa de dolor.

- Riesgo de cáncer: La cirugía de reducción mamaria no tiene relación con enfermedades mamarias ni con el cáncer mamario. Sin embargo, tampoco le protegerán contra ellas. Debe continuar vigilándose periódicamente y sometiéndose a los controles que su ginecólogo le indique.

- La producción de coágulos en la pelvis o en las extremidades inferiores pudiera ser causa de tromboembolismo pulmonar (coágulos que se desprenden de venas de las piernas o de la pelvis y que terminan taponando arterias pulmonares). Esta complicación no es frecuente pero potencialmente grave y puede requerir tratamiento médico intensivo. Las pacientes con mayor sobrepeso o cuando la cirugía es muy prolongada, tienen un riesgo mayor de sufrir este tipo de complicaciones. La prevención de la formación de coágulos pasa por la utilización de medias de compresión, movilización precoz de la musculatura de las piernas, volver a caminar cuanto antes y por la administración de medicamentos anticoagulantes. El problema de los medicamentos anticoagulantes es que, a la vez que reducen el riesgo de formación de coágulos, aumentan significativamente el riesgo de hemorragias, hematomas o seromas

## Resultados finales

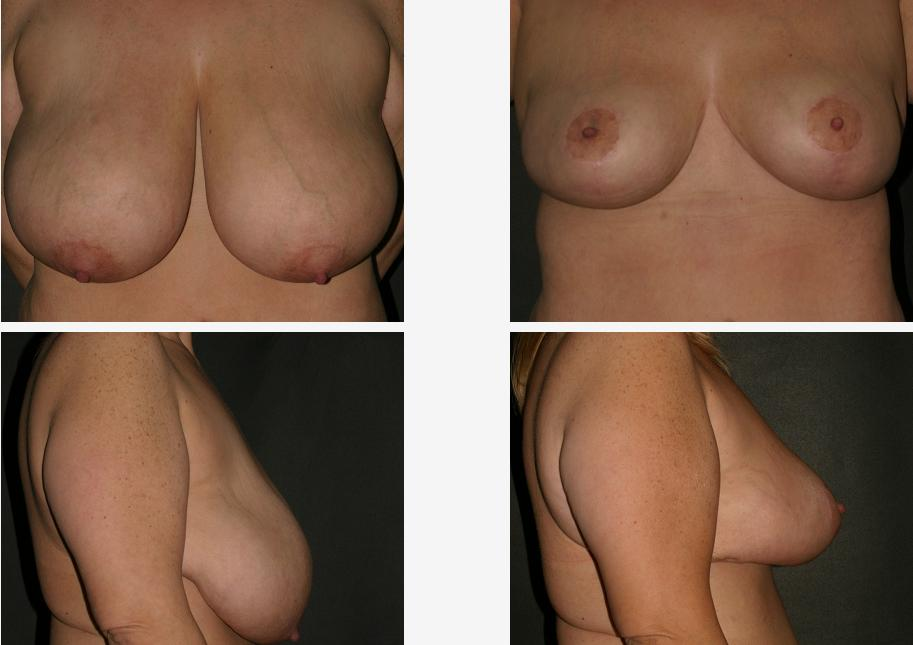
Resultados tras mamoplastia de reducción. Izquierda, antes. Derecha, después.

Las cicatrices tras la intervención son permanentes, el primer año tendrán una apariencia rojiza y muy marcada, pero con el paso del tiempo se suavizarán y adquirirán una tonalidad más blanquecina. El uso continuado de aceite de rosa mosqueta concentrado puede ayudar a disminuir las marcas, pero en ningún caso desaparecerán por completo. 
El resultado de la cirugía es permanente, pero si se produce una fluctuación significativa en el peso de la paciente, se tiene un embarazo o se sufren cambios hormonales importantes la forma y tamaño de las mamas podrían cambiar de nuevo.
Si tras la cirugía la paciente no queda conforme con la forma o el tamaño de sus nuevos pechos puede discutir con su cirujano diferentes vías de actuación para solucionarlo, como someterse a un aumento de pecho o a una reconstrucción de la mama. Es imposible recuperar el tamaño y la forma previa a la operación de los senos, por lo que antes de someterse a este procedimiento quirúrgico, la paciente, debe conocer y entender cuales serán los resultados finales al margen de sus expectativas personales.

## Mamoplastia de reducción y cáncer de mama
En las últimas décadas, el tratamiento quirúrgico del cáncer de mama ha evolucionado, con lo que han disminuido la extensión y la radicalidad de la resección quirúrgica, pero, a su vez, ha aumentado la complejidad de las técnicas quirúrgicas utilizadas. La variedad de éstas se ha incrementado, de un modo significativo, con la incorporación de las técnicas plásticas que permiten realizar la reconstrucción mamaria inmediata.
De las diferentes técnicas quirúrgicas plásticas utilizadas en el tratamiento integral del cáncer de mama, la mamoplastia de reducción (MR) es, posiblemente, la que nos abre un mayor campo de acción, su conocimiento y manejo nos permitirá:
- 1. Tratar las secuelas cosméticas secundarias a la cirugía conservadora.
- 2. Completar la reconstrucción mamaria en las pacientes que tienen una asimetría con la mama sana contra lateral.
- 3. Realizar la cirugía oncoplástica conservadora mediante la mamoplastia terapéutica (MT)

## Inclusión en la Seguridad Social
La reducción mamaria sólo está incluida en las prestaciones de la Seguridad Social en casos extremos, es decir, en casos de gigantomastia.
Según la Sociedad Española de Cirugía Plástica Estética y Reparadora, SECPRE, los tipos de cirugía plástica que cubre la seguridad social en España, son en su mayoría del tipo reconstructivo o cuyo objetivo sea el de mejorar la calidad de vida del paciente bien por afectar directamente su salud o por motivos psicológicos. 
En ningún caso la seguridad social realizará intervenciones por motivos meramente estéticos, pero cada caso será analizado. La mamoplastia de reducción o reducción mamaria será competencia de la seguridad social siempre que el paciente deba ser intervenido para:
- Corregir asimetrías congénitas en los senos. La seguridad social no cubre correcciones de asimetrías producidas por una mala praxis de una intervención de cirugía estética previa.

- En caso de mamas muy voluminosas (gigantomastia) que produzcan problemas de salud como dolor lumbar o dolor cervical, desviaciones de las vértebras por el peso, pérdida de las curvaturas normales de la columna, adormecimiento de los brazos, etc.

- Reconstrucción de una o ambas mamas tras un cáncer.

- En el caso de los hombres la seguridad social cubrirá las operaciones que pretendan eliminar una ginecomastia producida por una alteración hormonal.

El caso de necesidad de intervención debido a una gigantomastia es el más difícil de demostrar pues hay que seguir un largo procedimiento, insistir y tener mucha paciencia, pues requiere tiempo y superar varias barreras o controles. Al ser un procedimiento electivo hay que demostrar que afecta a la salud del paciente.
Para comenzar el procedimiento de evaluación es necesario que el médico de cabecera derive a la paciente al traumatólogo y al ginecólogo, quienes le realizarán un examen físico y justificarán la necesidad de la cirugía reductora según la enfermedad o dolencia que dicho peso esté generando. Tras superar este control, el ginecólogo o el traumatólogo derivará a la paciente a la consulta del cirujano plástico, quien se encargará de tomar la decisión y realizar o no la intervención. Aún superadas todas las barreras y en caso de ser considera como paciente óptima para una mamoplastia vía seguridad social, puede tomar unos tres meses ser llamada a quirófano, ya que una mamoplastia no es considerada como una intervención de urgencia.
Requisitos de la Seguridad Social
Dependiendo de cada comunidad autónoma los requisitos pueden variar, pero generalmente en la seguridad social se rigen por un sistema de puntuación del que al menos debes conseguir cinco puntos para seguir con el procedimiento de selección y evaluación de tu caso:
- Tipo de pecho, asimétrico, gigantomastia, etc.
- Cantidad de tejido graso y mamario que hay que extirpar, 0 puntos por menos de 500 g, 1 punto por entre 500 y 1000 g y 2 puntos por más de 1000 g
- La medida entre el último hueso del cuello y el pezón (el último hueso del cuello, es donde acaba la clavícula). 0 puntos por menos de 29 cm, 1 punto por entre 30 cm y 35 y 2 puntos por más de 35 cm
- Marcas del sujetador sobre la piel producidas por el peso excesivo de los pechos, esto depende de la profundidad de las marcas y la ubicación de las mismas: clavícula, espalda, etc.
- Presencia de erupciones o eczemas bajo el pecho debido a la sudoración y la falta de transpiración.

## Caída de las mamas después del tiempo
La mamoplastia de reducción no tiene una edad límite estricta, por lo que muchas mujeres en la etapa de los 50 años y más deciden someterse a este procedimiento para mejorar su calidad de vida. A medida que las mujeres envejecen, la elasticidad de la piel disminuye y el tejido mamario puede volverse más flácido debido a factores como el paso del tiempo, la menopausia, o cambios hormonales. Estos cambios pueden hacer que las mamas se caigan o pierdan firmeza, lo que incrementa las molestias físicas y emocionales relacionadas con un tamaño excesivo de los senos.
La reducción de volumen y peso hacen que el pecho sufra menos la acción de la gravedad que antes. Sin embargo, la mama es una glándula cutánea, y según cede la piel, descenderá. El grado de descenso depende  del tiempo transcurrido y del tamaño de la glándula, pero también de la calidad y elasticidad de la piel, de la tendencia al deslizamiento de los tejidos y de otros factores. Para limitar el descenso mamario postoperatorio, en las pacientes en que esté indicado y sea factible, realizamos un anclaje de la glándula mamaria al músculo pectoral. De esta forma, se le da a la mama otro soporte, además del cutáneo. El músculo pectoral, a diferencia de la piel, casi no cae con el paso de los años, con lo que la fijación de la glándula a él da un pecho de forma y situación más duradera.
En las pacientes cuya piel tienda a distender, puede elongarse la piel inferior de la mama. Eso produce un alargamiento de la cicatriz vertical, dando la impresión falsa de areolas demasiado altas cuando en realidad lo que ocurre es que está descendiendo el polo inferior de la mama, lo que podría requerir correcciones posteriores.